# Małaja Storona
Małaja Storona (ros. Малая Сторона) – wieś w Rosji, w rejonie mieżdurieczeńskim obwodu wołogodzkiego. W 2010 r. liczyła 59 mieszkańców.